# Angelica (Storm)
Angelica ist der Titel einer Novelle von Theodor Storm. Sie entstand 1855 in Potsdam und erschien im selben Jahr gemeinsam mit Ein grünes Blatt in dem Band Ein grünes Blatt. Zwei Sommergeschichten bei Schindler in Berlin. 1868 wurde sie geringfügig verändert in Storms Schriften, Bd. 5, aufgenommen. Sie ist eine der wenigen Novellen Storms, die nicht aus einer in eine Rahmenerzählung eingebetteten Erinnerungsperspektive heraus erzählt sind.

## Inhalt
Die Novelle ist in drei nummerierte Kapitel gegliedert. Im ersten wird von der erotischen Annäherung zwischen Angelica und dem deutlich älteren Ehrhardt berichtet. Die beiden hatten bereits eine starke Zuneigung zueinander entwickelt, als sie noch ein kleines Mädchen war und er als junger Mann in ihrem mütterlichen Haus verkehrte. Mit Angelicas Entwicklung zur jungen Frau erotisiert sich die Beziehung, doch Ehrhardt sieht aufgrund geringer finanzieller Mittel und fehlender Aufstiegsmöglichkeiten in der von ihm eingeschlagenen Laufbahn keine Chance, ihr ein Eheleben zu bieten, das sie vor einer „geistigen und körperlichen Verkümmerung zu bewahren vermöchte.“ Dennoch kommt es während einer Mondnacht im Garten zu leidenschaftlichen Umarmungen und Küssen. Sehr schnell jedoch setzt sich in Ehrhardt die Einsicht in die Aussichtslosigkeit einer ehelichen Verbindung gegenüber seiner Leidenschaft durch. Das spannungsgeladene Verhältnis der beiden, das auf dem Dualismus zwischen der Absolutheit des Gefühls und der Unmöglichkeit, ihre Liebesbeziehung öffentlich zu machen, beruht, wird in der Folge anhand verschiedener Episoden verdeutlicht. Darin kontrastiert Angelicas Leichtigkeit, mit anderen Menschen ins Gespräch zu kommen, mit der wachsenden Eifersucht Ehrhardts, der sie nicht verlieren will, ihr aber auch keine Zukunft bieten kann. Auf Drängen ihrer Mutter, der daran gelegen ist, dass ihre attraktive Tochter eine gute Partie macht, nimmt Angelica an einem Tanzabend im Stadthaus teil, während Erhardt zu Hause vergebens versucht, sich in Büroarbeiten zu vertiefen. Nach langen Stunden quälender Eifersucht begibt er sich schließlich zum Festsaal. Als die geliebte junge Frau die Treppe hinabkommt und ihn erblickt, bemerkt er den Schrecken in ihren Augen. So kommt es zu Situationen, in denen eine zunehmende Entfremdung spürbar wird, und die mit Momenten verzweifelter Umarmungen abwechseln.
Im zweiten Kapitel wird erzählt, wie Ehrhardt bei einem seiner seltener gewordenen Besuche bei Angelica einem jungen Arzt begegnet, der bei seinem Eintreffen eilig die Treppe hinunterkommt. Im Wohnzimmer erfährt er von der Mutter, dass Angelica das Schicksal einer alten, einsamen Frau bevorstehe – offenbar hatte sie gerade die Werbung des Arztes abgewiesen. Darauf teilt Ehrhardt mit, dass er um seine Versetzung in einen weit entfernten Ort nachgesucht hat und in einigen Wochen für immer die Stadt verlassen wird. In der Zeit vor Ehrhardts Abreise kommt es noch zu mehreren leidvollen Begegnungen der beiden Liebenden. Angelica ist nicht mehr bereit, für ihre weiterhin starken Gefühle zu Ehrhardt ihre Hoffnungen auf eine glückliche Zukunft zu opfern, so dass er allmählich eine „doppelte Angelica“ vor sich entstehen sieht: eine, die an seinen Augen und Lippen hängt, und eine andere, die sich unwillig von ihm abwendet, wenn er sie berührt. Als sie am Abend vor seiner Abreise für immer Abschied voneinander nehmen, bittet er sie noch, ein Weilchen stehen zu bleiben und danach die Haustür nicht zu hart hinter sich zuzuziehen. Beim Schlag der Hausglocke schrickt er zusammen, „als sei hinter ihm die Tür seines Glückes zugefallen.“
Das dritte Kapitel setzt nach einem Zeitsprung von etwa einem Jahr ein, in dessen Verlauf sich Ehrhardts materielle Situation durch einen Zufall erheblich verbessert hat. Da er nun über die nötigen Mittel für eine Eheschließung verfügt, fährt er in seine Heimatstadt zurück, muss aber an Angelicas Haustür von einem Dienstmädchen erfahren, dass das Fräulein mit ihrem Bräutigam, dem Herrn Doktor, im Theater sei. Auf der sofort angetretenen Rückreise denkt er darüber nach, ob er nicht doch den Mut hätte aufbringen sollen, die Geliebte allen Widrigkeiten zum Trotz zur Frau zu nehmen, und hadert mit seiner Schwäche und seiner Schuld. Danach ist sein Leben nur noch „ein graues Einerlei“, bis die Geschichte eine letzte unerwartete Wendung nimmt. Ein Freund aus der Heimat teilt ihm brieflich mit, dass Angelicas Bräutigam vor der Hochzeit gestorben sei, und fordert ihn auf, zurückzukommen und sich sein Glück zu holen. Daraufhin lässt Ehrhardt voller Wehmut noch einmal die ganze Liebesbeziehung zu Angelica seit ihrer Kindheit träumerisch vor seinen Augen ablaufen, um sich dann darüber klar zu werden, dass ihr Zauber nur noch in seinem Innern lebendig ist, er sie aber als äußere Person unwiderruflich verloren hat.

## Hintergrund
Angelica gehört mit Im Sonnenschein und Wenn die Äpfel reif sind zu den drei Novellen, die Storm in den künstlerisch wenig produktiven Potsdamer Jahren von 1853 bis 1856 verfasst hat. Dort war er bis zu seiner Ernennung zum Kreisrichter in Heiligenstadt als Gerichtsassessor mit einer Vergütung tätig, die bei weitem nicht ausreichte, um seine fünfköpfige Familie zu ernähren. Er war deshalb auf regelmäßige finanzielle Zuwendungen seines Vaters angewiesen. Zudem litt er unter Heimatsehnsucht und einer permanenten Arbeitsüberlastung, die ihm kaum Zeit für seine literarischen Ambitionen ließ. Storms schwierige Lebenslage in dieser Zeit dürfte eingegangen sein in die inhaltliche Konzeption der Novelle. Sie schlägt sich nieder im Zögern Ehrhardts, angesichts finanzieller Not und geringer Karrierechancen eine Ehe überhaupt anzustreben. Äußerungen Storms über Quellen seiner Novelle sind aus dieser Zeit nicht erhalten. Über ein Jahrzehnt später, am 12. Mai 1866, kurz vor seiner Heirat mit Dorothea Jensen, schrieb er an Ludwig Pietsch: „Lies noch einmal die ‚Angelica‘; das ist sie, nur war sie nicht so schwach wie diese; denn sie hat ihre Liebe, mit der sie, wie sie meint, geboren ist, […] treu bewahrt, sie hat die Annäherung aller Männer zurückgewiesen.“ Damit stellt Storm einen biografischen Bezug zu Dorothea her, mit der er während seines ersten Ehejahres mit Constanze eine leidenschaftliche Affäre hatte, bis sie auf Druck der Husumer Gesellschaft die Stadt verlassen musste. Als das Liebesverhältnis mit Dorothea im Jahr 1847 begann, war sie neunzehn Jahre alt, elf Jahre jünger als Storm. Die beiden hatten allerdings schon seit 1842, als sie vierzehn war, regelmäßigen Kontakt miteinander, denn Storm gab ihr und ihrer Schwester Gesangsunterricht. Neben Dorothea ist als weitere biografische Referenz Storms Liebe zu einem Kind anzuführen, nämlich zu der zehnjährigen Bertha von Buchan, in die er sich 1836 als Neunzehnjähriger verliebt hatte und um die er jahrelang geworben hatte, bis sie schließlich 1842 seinen Heiratsantrag zurückwies. Die Anklänge an Bertha, die noch bei Storm auf dem Schoß gesessen hatte und in deren Kindlichkeit er vernarrt war, finden sich vor allem kurz vor Schluss der Novelle, als Ehrhardt die gemeinsame Zeit mit Angelica vor seinem inneren Auge noch einmal Revue passieren lässt: „[D]as kleine blasse Mädchen in den blonden Flechten beim Vorlesen ihr Schemelchen an seine Knie rückend, andächtig aufhorchend, zu ihm emporschauend, bis er die Hand auf ihr Köpfchen legte und sie endlich, wie sie es wollte, im Stillen zu sich auf den Schoß nahm […] – und später dann, ihm ganz gehörend, über ihn gebeugt, das Haar über ihn herabfallend, er selbst an ihrem Leibe hängend, nur Eins im Andern, Aug‘ in Auge untergehend.“ Die beiden zeitlich auseinanderliegenden Teile dieser Passage verdeutlichen, dass sich in der Figur Angelica biografische Bezüge sowohl zu Bertha als auch zu Dorothea, welche Storm zu leidenschaftlichen Liebesgedichten angeregt hat, verdichten. Storms Hinweis auf die Schwäche Angelicas als dasjenige Merkmal, das sie von der ihm ewig treuen Dorothea unterscheidet, gibt auch einen Hinweis auf die Erklärung der Entscheidung Ehrhardts, die Beziehung nach dem Tod des Bräutigams endgültig abzubrechen: Er kehrt nicht zu ihr zurück, obwohl alle bisherigen Hindernisse ausgeräumt sind, weil sie die Annäherung anderer Männer nicht zurückgewiesen hat. Er begehrt sie also nur, wenn er sie seit jeher als seinen alleinigen Besitz betrachten kann; seine Liebe hat damit – anders als bei ihr – einen wesentlich besitzergreifenden Charakter.
Storm verspürte ein Unbehagen angesichts der Veröffentlichung seiner Novelle, welches er – damit ganz im Einklang mit Kugler und anderen Dichterfreunden aus dem Rütli-Kreis – darauf zurückführte, dass er sich zu sehr ins Subjektive verloren habe. Andererseits führte er in Briefen an Tycho Mommsen und an die Eltern die „scharfe psychologische Analyse“ als besondere Stärke des Werkes ins Feld. In der Tat tritt – anders als sonst in Storms Novellistik, in der weitgehend auf „das offene Motivieren vor den Augen des Lesers“ (Storm an Heyse, 15. November 1882) verzichtet wird – in Angelica passagenweise eine auktoriale Erzählerstimme in Erscheinung, die die Gefühlsschwankungen der beiden Liebenden einer psychologischen Analyse unterzieht.

## Interpretation
Wie in vielen Novellen Storms lässt sich auch in Angelica die zentrale Frage, warum die Liebesbeziehung gescheitert ist und nicht in eine Ehe überführt werden konnte, nicht eindeutig beantworten. Der Text bietet hierfür zunächst eine soziale Motivierung an: Ehrhardts geringes Gehalt und seine fehlenden Aufstiegsmöglichkeiten lassen es als illusorisch erscheinen, „die Geliebte, wenn sie ja sonst die seine würde, vor der geistigen und körperlichen Verkümmerung zu bewahren […], welche in dem Staate, dem seine Heimat angehörte, das gewöhnliche Los der Frauen seines Standes war.“ Damit verweist Storms Erzählung auf „die Verhältnisse kleinbürgerlicher Frauen im 19. Jahrhundert […], deren Glück und deren Chance zur Selbstverwirklichung ausschließlich von einer günstigen Heirat abhängen“. Als untergeordneter Bediensteter in einem Amt könnte Erhardt seiner Frau, anders als der Doktor, der später ihr Bräutigam wird, weder ein Dienstmädchen noch Theaterabende finanzieren – sie würde zu einem ungebildeten, zu körperlicher Arbeit gezwungenen Hausmütterchen verkümmern. Dass er ihr dieses Schicksal trotz seiner leidenschaftlichen Liebe ersparen möchte, scheint zunächst auf Verantwortungsbewusstsein und Opferbereitschaft hinzudeuten. Eine soziale Motivierung ist auch im Verhalten Angelicas und ihrer Mutter zu erkennen. Während letztere sogar gegenüber Ehrhardt keinen Hehl daraus macht, dass sie die Verbindung ihrer Tochter mit einem höhergestellten Manne wie dem Doktor anstrebt, leidet Angelica, die kontaktfreudig ist, gern tanzt und das gesellschaftliche Leben sucht, zunehmend unter der Isolation, die der eifersüchtige Geliebte ihr aufzuzwängen sucht. An dieser Stelle tritt zu der sozialen eine psychologische Motivierung hinzu. Obwohl die Liebesgefühle bis zur räumlichen Trennung bei beiden Partnern unvermindert intensiv bleiben, zeigt sich während ihrer Treffen eine zunehmende Entfremdung, die auf dem „unaufhebbare[n] Dualismus zwischen gesellschaftlich-rationalen und leidenschaftlich-‚natürlichen‘ Ansprüchen“ basiert. So wechseln qualvolle Phasen des Sich-Anschweigens, die verdeutlichen, dass „ihre Entzweiung auch die Wirkung eines Kommunikationsproblems“ ist, mit Momenten leidenschaftlicher und zunehmend verzweifelter Annäherung ab. Letztlich ist das Scheitern der Beziehung durch die Unterschiedlichkeit der beiden Charaktere motiviert, nämlich zum einen durch die Kleingläubigkeit und Fantasielosigkeit Ehrhardts, der, wie es ein Erzählerkommentar verdeutlicht, „von jenen Menschen [war], deren Wesen auf die nächsten Dinge zwar mit Sorgfalt und Ausdauer gerichtet, denen aber der Glaube an die Erreichung eines Außerordentlichen versagt ist, weil ihre Phantasie ihnen die vielfachen Möglichkeiten nicht vorzuhalten vermag, durch deren Verwirklichung sie allein dazu gelangen könnten“. Für Angelica hingegen gestaltet sich die Beziehung weniger aufgrund der materiellen Aussichtslosigkeit als unbefriedigend, sondern weil sie ihrer Lust auf jugendliche Vergnügungen mit dem viel älteren, sozial isolierten und eifersüchtigen Ehrhardt nicht nachkommen kann. Sie „sah sich gern in Gewändern, die gleich ihren Gliedern zart und schmiegsam waren, und konnte sie ein Gefühl glückseligen Übermutes nicht versagen, wenn dann auch andere Augen an ihr hingen, als die des resignierten Mannes, in welchem gleichwohl ihr Herz allein bestehen wollte.“
Der Schluss der Novelle zeigt, dass die soziale Motivierung Ehrhardts Verhalten nur vordergründig erklärt. Denn als mit seinem durch einen glücklichen Zufall bedingten plötzlichen Wohlstand und dem unerwarteten Tod des Bräutigams kurz vor der Hochzeit alle sozialen Hindernisse aus dem Weg geräumt sind, kommt er dennoch der Aufforderung seines Freundes („komm nun und hole Dir Dein Glück“) nicht nach, sondern schließt endgültig mit Angelica ab. Der Grund dafür wird nur angedeutet: „Er sank auf seine Kniee, er streckte die Arme nach ihr aus und rief stammelnd vor Schmerz und Leidenschaft ihren Namen. – Aber sie kam nicht, die er rief, sie konnte nicht mehr kommen; der Zauber ihres Wesens, wie er noch einmal vom Abendschein erinnernder Liebe angestrahlt erschien, war in der ganzen Welt nur noch in seiner Brust zu finden.“ Offenbar war es die Beziehung zu einem anderen Mann, die Angelica für ihn als äußeres Liebesobjekt unbrauchbar gemacht hat. Da er sie nun nicht mehr als seinen alleinigen Besitz betrachten kann, ist auch „der Zauber ihres Wesens“ nur noch in seiner Erinnerung lebendig. Diese Deutungsmöglichkeit lässt sich untermauern durch Storms brieflichen Hinweis auf Dorothea, die im Gegensatz zur Figur Angelica „ihre Liebe, mit der sie, wie sie meint, geboren ist, […] treu bewahrt [hat], sie hat die Annäherung aller Männer zurückgewiesen“ (Storm an Pietsch, 12. Mai 1866). Damit erscheint der von Anfang an besitzergreifende Charakter der Liebe Ehrhardts als eigentlicher Grund des Scheiterns der Beziehung. Die Liebesbeziehung hat sich aus einer zunehmend erotisierten Liebe zu einem kleinen Mädchen entwickelt, das dem jungen Mann, der fast schon der Elterngeneration angehörte, nicht auf Augenhöhe begegnen konnte. In seiner träumerischen Erinnerung erscheint ihm Angelica wieder als „das kleine blasse Mädchen in den blonden Flechten beim Vorlesen ihr Schemelchen an seine Kniee rückend, andächtig aufhorchend, zu ihm emporschauend [...]“. Die Aufrechterhaltung der Asymmetrie einer Beziehung, in der der Mann die völlige Kontrolle hat und Angelica bei aller erotischen Leidenschaft weiterhin wie ein Kind zu ihm aufschaut und sich unter seinen Schutz begibt, ist Ehrhardts eigentlicher Traum, der aber durch die zunehmenden Autonomiebestrebungen der jungen Frau, auf die er mit ständiger Eifersucht reagiert, nicht mehr zu verwirklichen ist. Der Schluss erweckt zwar zunächst den Anschein, als würde Ehrhardt – anders als Reinhardt in Immensee – immerhin die Entschlossenheit und Trauerbereitschaft aufbringen, unter dieses Kapitel seines Lebens einen Schlussstrich zu ziehen. Jedoch deutet die Tatsache, dass er den Brief des Freundes zu den anderen Briefen legt, die er in seinem Schreibtisch aufbewahrt, eher darauf hin, dass er auch weiterhin innerlich an Angelica fixiert bleiben wird und ebenso wie Reinhardt im „Abendschein erinnernder Liebe“ sich Wachträumen hingeben wird, in denen er den „Zauber ihres Wesens“ vor seinem inneren Auge wieder erstehen lässt.